# Stefan Pereira
Stefan Figueiredo Pereira (Brumado, 16 aprile 1988) è un calciatore brasiliano naturalizzato hongkonghese, attaccante del Southern District e della nazionale hongkonghese.

## Carriera

### Nazionale
Dopo aver ricevuto la cittadinanza di Hong Kong nel dicembre del 2023, nel gennaio del 2024 è stato convocato per la Coppa d'Asia.

## Statistiche

### Cronologia reti in nazionale
| Cronologia completa delle presenze e delle reti in nazionale ― Hong Kong | Cronologia completa delle presenze e delle reti in nazionale ― Hong Kong | Cronologia completa delle presenze e delle reti in nazionale ― Hong Kong | Cronologia completa delle presenze e delle reti in nazionale ― Hong Kong | Cronologia completa delle presenze e delle reti in nazionale ― Hong Kong | Cronologia completa delle presenze e delle reti in nazionale ― Hong Kong | Cronologia completa delle presenze e delle reti in nazionale ― Hong Kong | Cronologia completa delle presenze e delle reti in nazionale ― Hong Kong |
| Data                                                                     | Città                                                                    | In casa                                                                  | Risultato                                                                | Ospiti                                                                   | Competizione                                                             | Reti                                                                     | Note                                                                     |
| ------------------------------------------------------------------------ | ------------------------------------------------------------------------ | ------------------------------------------------------------------------ | ------------------------------------------------------------------------ | ------------------------------------------------------------------------ | ------------------------------------------------------------------------ | ------------------------------------------------------------------------ | ------------------------------------------------------------------------ |
| 1-1-2024                                                                 | Abu Dhabi                                                                | Cina                                                                     | 1 – 2                                                                    | Hong Kong                                                                | Amichevole                                                               | -                                                                        | 73’                                                                      |
| 4-1-2024                                                                 | Abu Dhabi                                                                | Hong Kong                                                                | 1 – 2                                                                    | Tagikistan                                                               | Amichevole                                                               | -                                                                        | 62’                                                                      |
| 23-1-2024                                                                | Ar Rayyan                                                                | Emirati Arabi Uniti                                                      | 3 – 1                                                                    | Hong Kong                                                                | Coppa d'Asia 2023 - 1º turno                                             | -                                                                        | 67’                                                                      |
| 23-1-2024                                                                | Ar Rayyan                                                                | Hong Kong                                                                | 0 – 1                                                                    | Iran                                                                     | Coppa d'Asia 2023 - 1º turno                                             | -                                                                        | 73’                                                                      |
| 23-1-2024                                                                | Doha                                                                     | Hong Kong                                                                | 0 – 3                                                                    | Palestina                                                                | Coppa d'Asia 2023 - 1º turno                                             | -                                                                        | 70’                                                                      |
| Totale                                                                   |                                                                          | Presenze                                                                 | 5                                                                        |                                                                          | Reti                                                                     | 0                                                                        |                                                                          |

## Palmarès

### Club

#### Competizioni nazionali
- Coppa di Bosnia-Erzegovina: 1

Olimpik Sarajevo: 2014-2015
- Hong Kong Sapling Cup: 3

Lee Man: 2018-2019
Southern District: 2022-2023, 2024-2025